# Hans Salomon

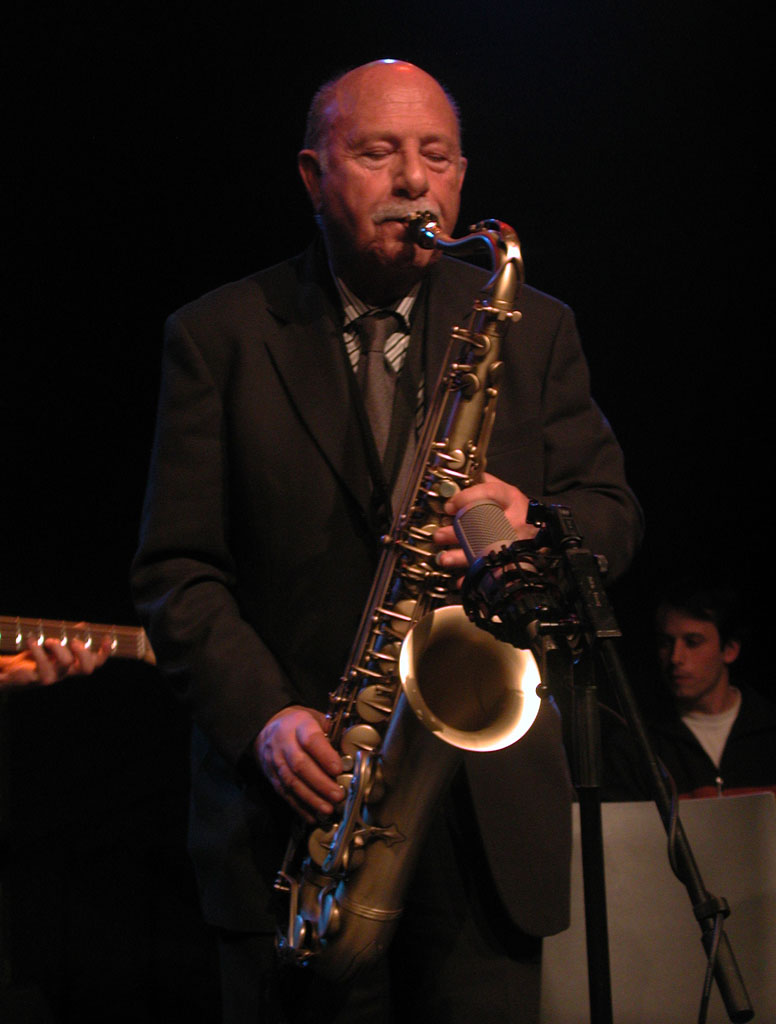
Hans Salomon bei einem Konzert im Wiener Porgy & Bess (2003)

Hans Salomon (* 10. September 1933 in Wien; † 24. September 2020) war ein österreichischer Jazzmusiker, Bandmanager und Komponist, der lange mit Friedrich Gulda spielte und später (um 1980) sein eigenes Quintett gründete. Der vielseitige Instrumentalist (Altsaxophon, Klarinette, Sopran- und Tenorsaxophon) galt als „lebende Legende der Jazz-Szene Österreichs“ (MICA). 1954 war er mit Joe Zawinul Mitbegründer der Austrian All Stars. Später war er neben langjähriger Tätigkeit in der ORF-Big Band auch Leiter der Vienna Big Band Machine, der Blue Note Big Band und bei Lady P & Friends.

## Leben und Wirken
Salomon erwarb seine erste Klarinette als Schüler; bald spielte er auch das von ihm bevorzugte Saxophon und nahm Unterricht bei Fatty George, Hans Koller und Karl Kowarik. Bereits als Jugendlicher spielte er in den Bands von Paul Wayne, Dezső Horváth, Johannes Fehring, Vera Auer und Carl de Groof. Ab 1954 war er gemeinsam mit dem Saxophonkollegen Karl Drewo, Joe Zawinul, dem Bassisten Rudolf Hansen und dem Schlagzeuger Viktor Plasil als Mitglied der Austrian Allstars, die auch im Down Beat Aufmerksamkeit fanden, Wegbereiter des Cool Jazz in Österreich. Im Jahr 1958 trat er als Mitglied der Newport International Band in den Vereinigten Staaten auf, unter anderem mit Louis Armstrong und Gerry Mulligan, dann bei der Brüsseler Weltausstellung mit Sarah Vaughan und Sidney Bechet.

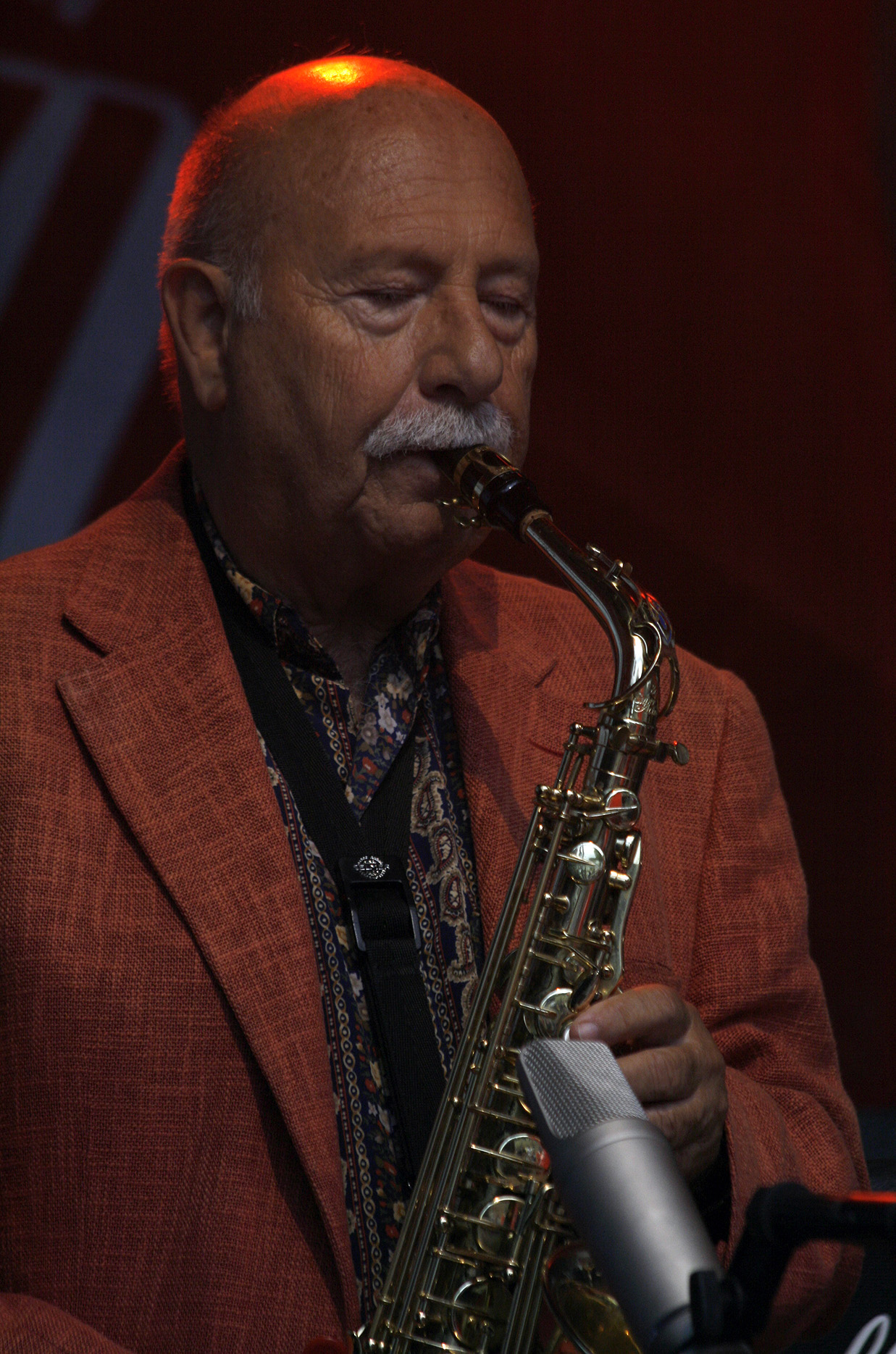
Hans Salomon (Wien, 2008)

Neben Kooperationen mit Friedrich Gulda und dem Sextett von Erich Kleinschuster gehörte er der ORF-Big Band ab ihrer Gründung 1971 bis zu deren Auflösung 1981 an. Für Gerhard Bronners Fernsehsendung Die große Glocke schrieb er die Titelmelodie. Gerhard Bronner verfasste 1970 dazu den Text Wia a Glock'n, der, gesungen von Marianne Mendt, als Initialzündung für den Austropop und die österreichische „Dialektwelle“ gilt.
Weitere Zusammenarbeit gab es mit Ray Charles, Lou Rawls, Barry Manilow, Ella Fitzgerald, Marlena Shaw, Lionel Hampton, Mel Lewis, Ron Carter, Julian Cannonball Adderley, J. J. Johnson, Johnny Griffin, Hans Koller, Slide Hampton, Art Farmer. Außerdem trat er in TV-Shows und Tourneen mit Peter Alexander, Udo Jürgens und Shirley Bassey auf. Auch kam es zur Zusammenarbeit mit Richard Oesterreicher und Robert Opratko.
Von 1965 bis 2000 war Salomon Mitglied des Orchesters der Vereinigten Bühnen Wiens. Parallel spielte er in der Band von Lady „P“ und bei vielen Auftritten mit wechselnden Gruppen. Zeitweilig war er Leiter der „Vienna Big Band Machine“ und der „Blue Note Big Band“ mit Frank Main. Auch leitete er sein eigenes Quartett, dem Heribert Kohlich, Fritz Ozmec und Walter Strohmaier angehörten.
Salomon arrangierte Alben für Art Farmer, Stan Getz, „Toots“ Thielemans und Toni Stricker. Für „Romantic Symphony“ mit dem Austrian Radio Orchestra übernahm er zusätzlich die Leitung. Auch zwei eigene Alben gab er heraus: Speak Low – Romantic Jazz Vol.1 (2000) und Midnight Lady – Romantic Jazz Vol.2 (2001).
Von 2001 bis 2011 unterstützte er die Hip-Hop Band seines Sohnes Roman (DeWieners). Im Oktober 2005 war Hans Salomon Mentor und Mitgestalter des Jazzfestivals bei der Eröffnung des Jazzmuseums in Wien-Donaustadt.
Salomon lebte in Wien-Floridsdorf. Er starb am 24. September 2020, zwei Wochen nach seinem 87. Geburtstag. Er überließ seinen Körper dem Anatomischen Institut der Universität Wien zu wissenschaftlichen Zwecken. Den Toten, die ihren Körper in dieser Form gewidmet haben, sind Gedenkstätten im Wiener Zentralfriedhof gewidmet (hier: Neue Anatomiegräber, Gruppe 26).

## Auszeichnungen
- 2004: Österreichische Ehrenkreuz für Wissenschaft und Kunst[4]
- 2014: Goldenes Verdienstzeichen des Landes Wien[5]
- 2017: Lifetime Achievement Award der Zawinul Foundation „Z“ Awards

## Auswahldiskographie
- Plays Romantic Jazz – Vol. 1: Speak Low, mit Oliver Kent, Erwin Schmidt, Harald Gansberger, Robert Schönherr (piano), Joschi Schneeberger, Hannes Strasser, Harald Putz (bass) und Walter Grossrubatscher, Mario Gonzi, Karl Prosenik (drums), Anna Lauvergnac, Lady P., Jacqueline Patricio (vocal)
- Plays Romantic Jazz – Vol. 2: Midnight Lady, mit Christian Havel (guitar) Aaron Wonesch (piano), Andi Weiss (drums), Frank Main, Stella Jones und Rebecca (vocal)

## Publikationen
- mit Horst Hausleitner: Jazz, Frauen und wieder Jazz. Autobiografie, Seifert Verlag, Wien 2013, ISBN 978-3-902924-04-9.

## Lexikalischer Eintrag
- Christian Fastl: Salomon, Hans. In: Oesterreichisches Musiklexikon. Online-Ausgabe, Wien 2002 ff., ISBN 3-7001-3077-5; Druckausgabe: Band 4, Verlag der Österreichischen Akademie der Wissenschaften, Wien 2005, ISBN 3-7001-3046-5.